# Guillaume Lemay-Thivierge
Guillaume Lemay-Thivierge (ur. 28 lutego 1976 roku w Saint-Jérôme, w prowincji Quebec) – kanadyjski aktor, producent filmowy i spadochroniarz.
Po raz pierwszy wystąpił na ekranie w wieku ośmiu lat.

## Filmografia

### Filmy kinowe
- 1985: Dama w kolorze (La dame en couleurs) jako Ti-Cul
- 1985: Skok (Hold-Up) jako dziecko z królikiem
- 1985: Dzikus (Wild Thing) jako Dzikus (lat 10)
- 1987: Brat Andre (Le frère André) jako Guillaume
- 1990: Angel Square jako Coco
- 1994: Ludwik z 19, król szklanego ekranu (Louis 19, le roi des ondes) jako technik
- 1993: Floryda (La Florida) jako Cyrille
- 2002: Nieśmiertelni (Les Immortels)
- 2003: Sprawka (Mauvaise conduite) jako kierowca
- 2005: Zorza polarna (Aurore) jako Charles
- 2006: Minkey detektyw (Spymate) jako Fly
- 2007: Trzy świnki (Les 3 p'tits cochons) jako Christian
- 2007: Nitro jako Max
- 2008: Przerywana linia (La ligne brisée) jako Danny Demers
- 2009: Stopy w powietrzu (Les pieds dans le vide) jako Charles
- 2010: Sierść zwierzęcia (Le Poil de la bête) jako Joseph Côté
- 2010: Track 13 jako Jean-François

### Filmy TV
- 1991: Lance et compte: Le crime de Lulu jako Daniel Lauzeau
- 2000: Kolęda primadonny (A Diva's Christmas Carol) jako mężczyzna
- 2002: Wojna Variana (Varian's War) jako francuski portier
- 2005: Trudeau II: Maverick in the Making jako Roger Rolland

### Seriale TV
- 1984: Epicki rock (Épopée rock) jako Ti-Guy
- 1985: Manon
- 1986-87: Niedzielna grzywna, cisza, kamera, akcja! (Les beaux dimanches, Silence, on tourne!)
- 1989: Chambres en ville jako Corneille
- 1995: Radio Enfer jako Jean-David Vézina
- 2001: Ramdam jako Maxime Boucher
- 2001: Gdybym wiedział (Avoir su...) jako Ben
- 2001: Anegdoty (Anecdotes) jako William
- 2002: Plotki (Rumeurs) jako Samuel Godin
- 2005: Negocjator (Le négociateur) jako Mario Dubé
- 2005: Détect.inc. jako Raphaël/tancerz
- 2006: Casino jako Stéphane Dumas
- 2009: Lance et compte: Le grand duel jako Maxim Marois